# Call of Heroes
Pour plus de détails, voir Fiche technique et Distribution.
Call of Heroes (危城, Ngai sing) est un film d'action sino-hongkongais co-écrit, produit et réalisé par Benny Chan et sorti en 2016 en Chine,.
Il totalise 24,6 millions US$ de recettes au box-office.

## Synopsis
Après la dissolution de la dynastie Qing, un ensemble de petits seigneurs de guerre concurrents se divisent la Chine. Alors que le maréchal Cho (Louis Koo), le fils d'un seigneur de guerre, erre dans la région de Shitoucheng, tuant et pillant sans discernement des civils, Mme Pak (Jiang Shuying (en)), une institutrice, s'enfuit avec ses élèves et est admise avec d'autres réfugiés à Pucheng, qui appartient à un autre seigneur de guerre. Les soldats de Pucheng étant partis en campagne, le gouvernement local revient au colonel Yeung (Lau Ching-wan), chef de la milice. Quelques jours plus tard, Cho, qui tire plaisir à tuer aléatoirement, entre seul à Pucheng et assassine Pak, son cousin et l'un de ses élèves. Il est rapidement arrêté et condamné à mort, mais les soldats de son père arrivent et demandent sa libération. Lorsque Yeung refuse de céder et menace de tuer Cho immédiatement, les soldats déclarent que Yeung doit libérer Cho le matin même, sinon la ville entière sera brûlée.
Deux des commandants des soldats s'inquiètent pour Cho, et lancent une mission de sauvetage la nuit en attaquant la prison, mais les miliciens réussissent à les repousser. L'homme le plus riche de la ville, Mr Liu (Liu Kai-chi), qui a récemment engagé des gardes privés, les envoie assassiner Yeung et son meilleur ami, afin de prendre le contrôle de la ville et de libérer Cho. Tandis que l'ami de Yeung est tué, celui-ci parvient à vaincre les hommes de Liu. Lorsqu'il tente d'arrêter Liu, toute la ville proteste et lui demande de libérer Cho et ainsi d'épargner la ville du massacre. Yeung ne souhaite pas céder, démissionne et dissout la milice. Cependant, au matin, lorsque les soldats de Cho arrivent et le libèrent, ils commencent à piller toute la ville et à tuer des civils. Yeung, sa femme et quelques partisans restants ripostent en bombardant le camp ennemi, installent des pièges dans la ville et arment les civils survivants afin de pouvoir riposter. En fin de compte, Cho est tué, et lorsque son père arrive avec l'armée principale pour se venger de Pucheng, la propre armée de Pucheng revient, remporte la victoire après une bataille et tue le père de Cho.

## Fiche technique
- Titre original : 危城
- Titre international : Call of Heroes
- Réalisation : Benny Chan
- Scénario : Benny Chan, Doug Wong, Tam Wai-ching, Tim Tong et Chien I-chueh
- Photographie : Pakie Chan
- Montage : Yau Chi-wai
- Musique : Wong Kin-wai
- Production : Benny Chan
- Société de production : Universe Entertainment, Bona Film Group, Sun Entertainment Culture, iQiyi Motion Pictures, Guangzhou City Ying Ming Culture Communication, Long Motion Pictures, Alpha Pictures Investment (Pékin) Company, Zhile Culture Media, Beijing Jumbo Pictures Investment et Zhejiang Guanjian Films
- Société de distribution : Universe Films Distribution
- Pays d'origine :  Hong Kong
- Langue originale : cantonais
- Format : couleur
- Genre : action
- Durée : 119 minutes
- Dates de sortie :
  -  Chine : 12 août 2016
  -  Malaisie et  Singapour : 18 août 2016
  -  Royaume-Uni : 2 septembre 2016
  -  Viêt Nam : 7 octobre 2016
  -  Japon : 10 juin 2017

## Distribution
- Lau Ching-wan : Yeung Hak-nan
- Louis Koo : Cho Siu-lun
- Eddie Peng : Ma Fung
- Yuan Quan : Chow So-so
- Jiang Shuying (en) : Pak Ling
- Wu Jing : Cheung Yik
- Liu Kai-chi : Tither Liu
- Berg Ng (en) : Shum Ting
- Sammy Hung : Cheung Mo
- Philip Keung : Lee Tit-ngau
- Xing Yu : Wong Wai-fu
- Sammo Hung : un général à cheval (caméo non crédité)[3]

## Production
Le projet, doté d'un budget de 32 millions US$, est annoncé pour la première fois au marché international du film de Hong Kong en mars 2015, sous le titre The Deadly Reclaim, et la production devrait commencer en avril pour une sortie à la fin de l'année. La production commence en juin 2015 où, le 17 du même mois, une conférence de presse a lieu à l'extérieur du tournage du film dans la zone panoramique de Keyan à Shaoxing où le producteur et réalisateur Benny Chan, le directeur des scènes d'action Sammo Hung et les acteurs Lau Ching-wan, Louis Koo, Eddie Peng, Yuan Quan, Jiang Shuying (en), Liu Kai-chi, Wu Jing, Philip Keung et Sammy Hung sont présents,. Les décors ont pris plus de quatre mois à être construits. Lau Ching-wan, qui n'a pas tourné de film d'arts martiaux depuis 20 ans, s'est entraîné à manier le fouet pour préparer son rôle de chef du village de Pucheng. Louis Koo incarnera le méchant principal du film, un seigneur de guerre impitoyable, tandis qu'Eddie Peng incarnera le vagabond. Le 19 juin, la société de production et distributeur du film Universe Entertainment diffuse une bande-annonce comprenant des images en coulisses et annonce une date de sortie prévue pour 2016. Universe Entertainment diffuse une deuxième bande-annonce le 15 mars 2016 sous le nouveau titre Call of Heroes.

## Crédit d'auteurs
- (en) Cet article est partiellement ou en totalité issu de l’article de Wikipédia en anglais intitulé « Call of Heroes » (voir la liste des auteurs).